# Петренко Іван Миколайович
Іва́н Микола́йович Петре́нко (5 серпня 1972, Умань, УРСР — 16 жовтня 2018, Уланів, Україна) — український військовий, полковник Військово-Повітряних Сил ЗС України, заступник глави Повітряного командування «Схід», льотчик 1-го класу. Загинув у авіакатастрофі під час навчань.

## Життєпис
Іван Петренко народився в Умані в родині військового льотчика. Навчався у школі військового містечка Курилівка, що на Харківщині. 1993 року закінчив Харківське вище військове авіаційне училище пілотів.
Загинув 16 жовтня 2018 року внаслідок катастрофи літака Су-27 під час спільних українсько-американських навчань «Чисте небо-2018». Разом з Петренком на борту літака знаходився пілот повітряних сил Нацгвардії США підполковник Сет Нерінг. За деякими даними пілоти не встигли катапультуватися, адже відводили падаючий літак від населеного пункту.

## Відзнаки та нагороди
- Орден Данила Галицького (6 грудня 2012) — за значний особистий внесок у зміцнення обороноздатності Української держави, зразкове виконання військового обов'язку, високий професіоналізм та з нагоди Дня Збройних Сил України[1]
- Медаль «15 років Збройним Силам України»
- Медаль «За сумлінну службу» II ступеня
- Медаль «Ветеран служби»
- Медаль «20 років сумлінної служби»
- Медаль «15 років сумлінної служби»
- Нагрудний знак «За досягнення у військовій службі» II ступеня
- Нагрудний знак «Учасник військових навчань»

## Вшанування пам'яті
15 жовтня 2019 на місці падіння літака відкрито пам'ятник загиблим в авіакатастрофі льотчикам.